# Palais du Pharo

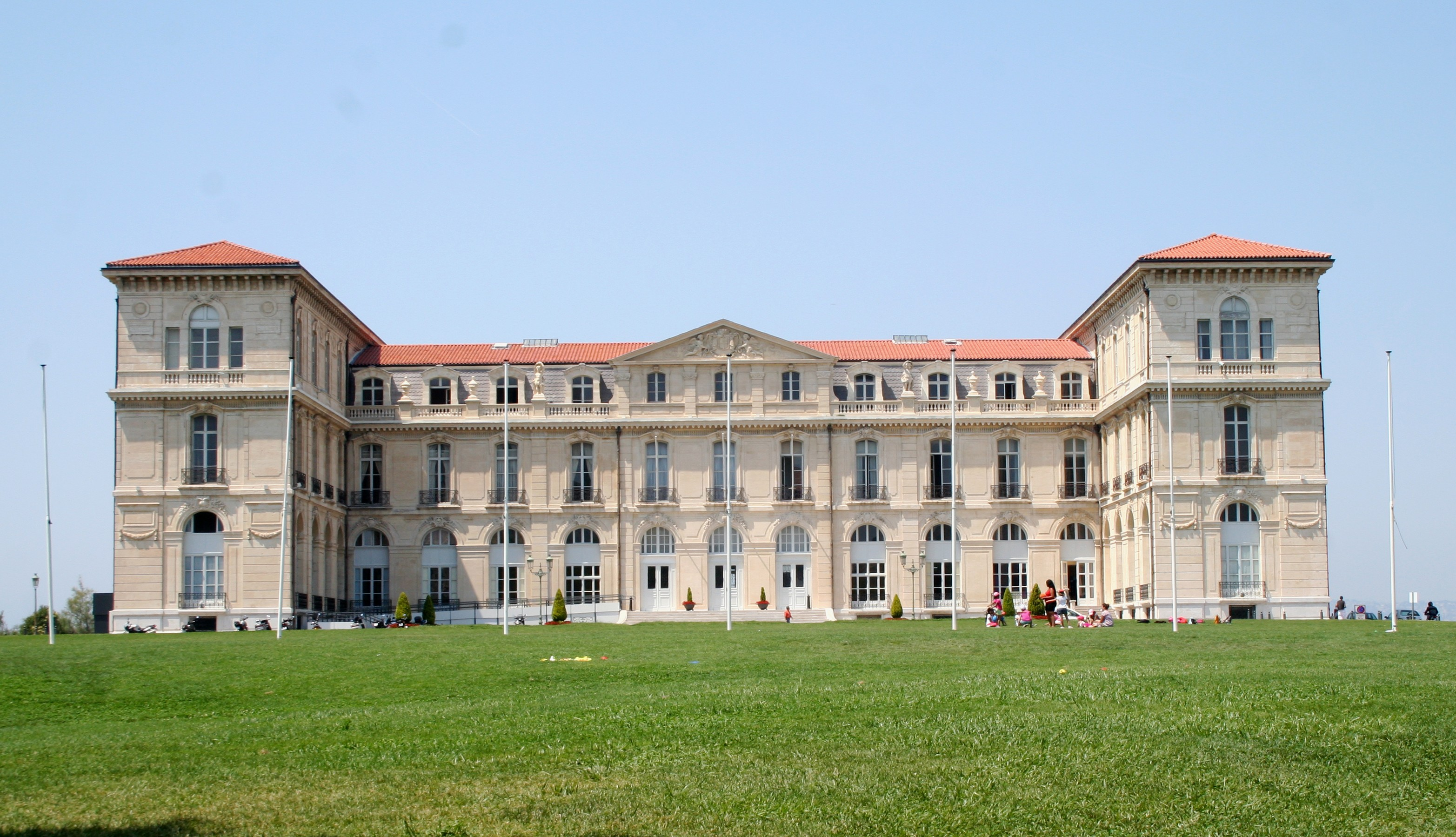
Gezien vanaf het Parc Émile Duclaux

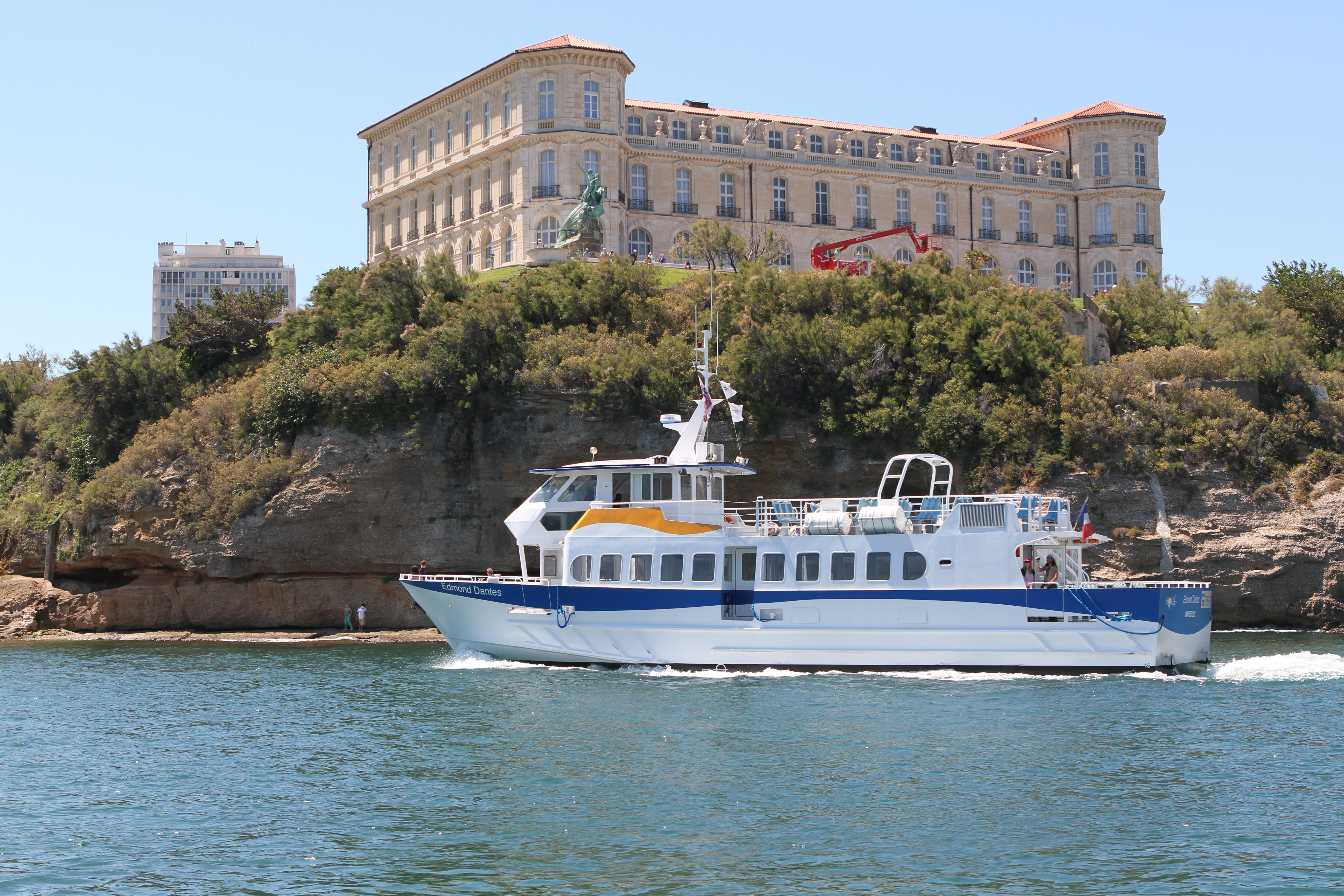
Zicht vanaf de haveningang

Palais du Pharo of Le Pharo is een bouwwerk ten zuidwesten van de Vieux-Port in de Franse stad Marseille. Het gebouw werd in 1858 gebouwd onder Napoleon III voor Eugénie de Montijo. De architecten waren J.M. Vaucher en M. Lefuel.
Het paleis is van 1905 tot 1954 onderkomen geweest van de medische faculteit. Tegenwoordig is het een conferentiecentrum.